# 모코아

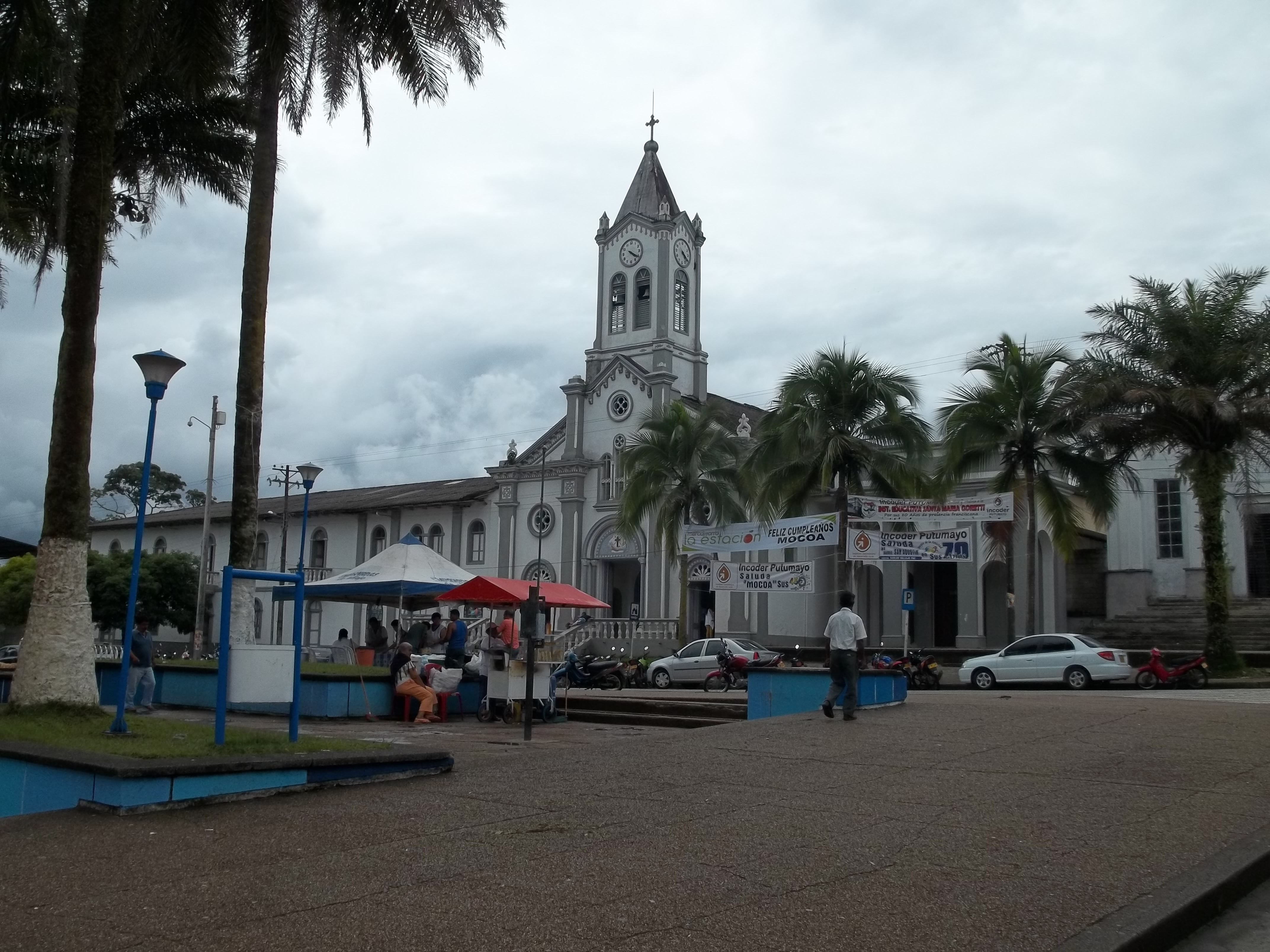

모코아(Mocoa)는 콜롬비아 푸투마요 주의 주도로, 인구는 36,187명이다.